# Mo‘ertan Shuiku
Mo‘ertan Shuiku (kinesiska: 礳尔滩水库) är en reservoar i Kina. Den ligger i provinsen Sichuan, i den sydvästra delen av landet, omkring 220 kilometer öster om provinshuvudstaden Chengdu. Mo‘ertan Shuiku ligger 344 meter över havet. Arean är 0,42 kvadratkilometer. Trakten runt Mo‘ertan Shuiku består till största delen av jordbruksmark. Den sträcker sig 1,0 kilometer i nord-sydlig riktning, och 1,3 kilometer i öst-västlig riktning.
Genomsnittlig årsnederbörd är 1 393 millimeter. Den regnigaste månaden är juni, med i genomsnitt 264 mm nederbörd, och den torraste är december, med 8 mm nederbörd.